# Bacourt
Bacourt (in tedesco Badenhofen) è un comune francese di 119 abitanti situato nel dipartimento della Mosella nella regione del Grand Est.

## Società

### Evoluzione demografica
Abitanti censiti